# Leckford
Leckford är en ort och civil parish i Storbritannien.   Den ligger i grevskapet Hampshire och riksdelen England, i den södra delen av landet, 100 km väster om huvudstaden London. Leckford ligger 43 meter över havet och antalet invånare är 136.
Terrängen runt Leckford är huvudsakligen platt. Leckford ligger nere i en dal. Runt Leckford är det ganska tätbefolkat, med 179 invånare per kvadratkilometer. Närmaste större samhälle är Winchester, 13,0 km sydost om Leckford. Trakten runt Leckford består till största delen av jordbruksmark.